# Alucita pectinata
Alucita pectinata är en fjärilsart som beskrevs av Scholz och Eberhard Jäckh 1994. Alucita pectinata ingår i släktet Alucita och familjen mångfliksmott, (Alucitidae). Inga underarter finns listade i Catalogue of Life.